# 김건필
김건필(金鍵佖 또는 金健佖, 1988년 6월 19일 ~ )은 전 KBO 리그 삼성 라이온즈의 투수이다.
대구고등학교를 졸업한 뒤 2008년 2차 3순위 지명을 받아 삼성 라이온즈에 입단하였다.
[2011년(우승), 2013년 ] 아시아시리즈 엔트리등록

## 출신 학교
- 제주신광초등학교
- 경복중학교
- 대구고등학교
- 대구한의대학교

## 참조
1. ↑  한국야구위원회, 2012 가이드북
2. ↑  한국야구위원회, 2014 가이드북